# Elias Álvares Lobo
Elias Álvares Lobo   (Itu, 9 d'agost de 1834 - São Paulo, 15 de desembre de 1901) va ser un professor, director d'orquestra i compositor erudit brasiler.
Va ser el patró de la càtedra número 14 de l'Acadèmia de Música de Brasil.

## Biografia
Des d'una tendra edat, va revelar una vocació per a la música. De jove, va rebre atenció del pare Diogo Antônio Feijó, un antic regent de l'Imperi i amic de la seva família. Creixent en una llar cristiana i present en cerimònies litúrgiques, el jove Elias va seguir atentament el cor i els acords d'orgue. Aviat, a l'edat de 16 anys, van arribar les primeres composicions per a ritmes, oracions i processons, juntament amb peces per a piano i marxes, dobles i vals per a orquestra i banda de música.
Als 22 anys va desenvolupar una composició per ser cantada durant la missa, seguida de vuit més. El 1858 va compondre la gran missa de São Pedro de Alcântara, cantada a Itu i a la capella imperial de Rio de Janeiro, oferta a l'emperador Pere II.
Entre les seves cançons sagrades que van obtenir un major prestigi hi ha The Seven Words for Holy Week; Oratori de Nossa Senhora do Carmo; Oratori de Nadal; Matins del Santíssim Sagrament i Matins de l'Esperit Sant.
Va ser l'autor de l'òpera A Noite de São João, amb llibret de José de Alencar, la primera òpera escrita en portuguès i estrenada al Brasil. També va ser autor de nombroses peces sacres i música de cambra, a més de professor de música, havent ensenyat a les ciutats de São Paulo, Itatiba i Campinas. Entre els anys 1876 i 1878, va ser mestre de capella de la "Schola Cantorum Sancta Cæcilia", d'Itatiba, on va ser portat pel també itità Padre Francisco de Paula Lima.
Moltes de les seves obres musicals es van perdre i algunes només es van restaurar recentment, entre les quals l'oratori Nossa Senhora da Conceição, recuperat pel mestre Marcos Júlio Sergl, amb la seva primera actuació pública el 2004.
Es va casar en primeres núpcies amb Elisa Euphrosina da Costa, la qual va morir el 1883 a Campinas i, en segones núpcies, amb Isabel de Arruda, que va morir el 2 de gener de 1941, o sigui 40 anys més tard que ell.